# Василенко Гаврило Тарасович
Гаврило Тарасович Василенко  (нар. 23 жовтня 1910 — 3 червня 2004) — радянський військовик, Герой Радянського Союзу (1940). Генерал-лейтенант (1963).

## Життєпис
Народився 23 жовтня 1910 року в селі Аули (нині селище міського типу в Криничанському районі Дніпропетровській області України) у селянській родині. Українець. Закінчив 7 класів, працював трактористом, механіком МТС, слюсарем на заводі імені Дзержинського, інструктором по військовій роботі Дніпродзержинського міськкому комсомолу.
З 1932 року у РСЧА. Закінчив Білоруську об'єднану військову школу у 1935 році.
Брав участь вторгненні СРСР до Польщі та у радянсько-фінській війні 1939-40 років. В березні 1940 року батальйон 101-го стрілецького полку (4-а стрілецька дивізія, 13-а армія, Північно-Західний фронт) під командуванням старшого лейтенанта Василенка прорвав оборону противника на річці Вуокса (північн.-східн. Населеного пункту Мялькгьоля) захопив 4 села. Був важко поранений в бою.
7 квітня 1940 року Гаврилу Тарасовичу Василенку присвоєно звання Героя Радянського Союзу.
В 1941 році закінчив 2 курси Військової академії імені Фрунзе. Того ж року призначений командиром 2-ї маневреної повітрянодесантної бригади Західного фронту.
У серпні 1942 бригаду Василенка, перетворено в 6-у гвардійську стрілецьку, і включено до складу 10-го гвардійського стрілецького корпусу (Закавказький фронт), де вона брала участь в боях на Північному Кавказі. У листопаді 1942 р під селищем Гізель в районі м Орджонікідзе підполковник Василенко Г. Т.був поранений і повернувся в стрій в січні 1943 року.
7 травня 1943 полковник Василенко був призначений на посаду командира 32-ї гвардійської стрілецької дивізії, що відзначилася під час прориву «Блакитної лінії» на річці Кубань в Краснодарському краї в 1943 році.
Після однієї з невдалих операцій під Керчю в січні 1944 р Василенко був знятий з посади. 2 березня 1944 полковник Василенко був призначений на посаду командира 339-ї стрілецької дивізії, яка брала участь у визволенні Керчі, Феодосії, Судака, Алушти, Ялти і Севастополя. За відзнаку в боях при визволенні Кубані і Таманського півострова дивізія була нагороджена орденом Червоного Прапора і отримала почесне найменування «Таманська».
Після звільнення Криму у вересні 1944 р дивізія була перекинута в 33 армію 1-го Білоруського Фронту, брала участь у форсуванні Вісли і звільнення Польщі, а також в боях на річках Варта і Одер. Дивізія Василенко першої форсувала річку Одер, а також захопила залізничний міст і плацдарм на лівому березі.
20 квітня 1945 року Гаврилу Тарасовичу Василенко було присвоєно звання «генерал-майор». З квітня по травень 1945 дивізія, у складі 33-ї армії, поряд з іншими арміями, наступала на південну околицю Берліна. Дивізія була нагороджена ордена Суворова 2 ступеня і удостоєна почесного найменування Бранденбурзька. Перемогу генерал майор Василенко зустрів на річці Ельба 8 травня 1945 року.
З липня 1945 р Василенко — заступник командира 4-го гв. стрілецького корпусу в Групі радянських військ у Німеччині. З жовтня 1945 року — командир 47 гв. стрілецької та 19 механізованої дивізії. З травня 1946 р — старший викладач тактики на Вищих стрілецько-тактичних курсах удосконалення командного складу піхоти «Постріл». З листопада 1948 по жовтень 1951 року — командир 13 гв. вдд (м. Свободний Амурської області).
У 1952 році закінчив Вищі академічні курси при Вищій Військовій академії Генерального штабу імені Ворошилова. З листопада 1958 рік служив заступником командира 28 гв. стрілецького корпусу 8 гв. армії Групи радянських військ у Німеччині. З травня 1956 року — помічник командувача, начальник відділу бойової підготовки 4 загальновійськової армії Закавказького військового округу. З січня 1959 року — заступник командувача Північною групою військ по тилу — начальник тилу Північної групи військ, Польща.
22 лютого 1963 року Г. Т. Василенку присвоєно звання генерал-лейтенант.
У жовтні 1967 року генерал-лейтенант Гавриїл Тарасович Василенко вийшов у відставку. Жив у Москві. Помер 3 червня 2004 року. Похований на Востряковському кладовищі в Москві.